# Grewia triflora
Grewia triflora är en malvaväxtart som först beskrevs av Wenceslas Bojer, och fick sitt nu gällande namn av Wilhelm Gerhard Walpers. Grewia triflora ingår i släktet Grewia och familjen malvaväxter. Inga underarter finns listade i Catalogue of Life.